# Ji Draconis
Ji Draconis o Chi Draconis (χ Dra / 44 Draconis / HD 170153) es un sistema estelar en la constelación de Draco de magnitud aparente +3,55. Ocasionalmente recibe el nombre de Batentaban Borealis, proveniente del árabe بطن الثعبان baţn al-thubān, cuyo significado es «la panza del dragón».
Se encuentra relativamente próximo al sistema solar, a sólo 26,3 años luz de distancia.
Ji Draconis es una estrella binaria, cuya componente principal, Ji Draconis A, es una estrella blanco-amarilla de tipo espectral F7V con una temperatura efectiva de 6150 K.
Casi dos veces más luminosa que el Sol, su masa es un 3% mayor que la masa solar y tiene un radio aproximado de 1,12 radios solares.
Su compañera estelar, Ji Draconis B, es una enana naranja de tipo espectral K0V y 4950 K de temperatura.
Su masa es de 0,74 masas solares y brilla con una luminosidad equivalente al 29% de la luminosidad solar.
La separación entre ambas componentes varía entre 0,6 y 1,4 UA a lo largo de una órbita excéntrica que completan cada 280,55 días. La zona de habitabilidad se sitúa alrededor de las 1,45 UA del centro de masas, demasiado cerca de ambas estrellas para que la órbita de un hipotético planeta fuese estable.
No existe consenso en cuanto a la edad de este sistema; un estudio indica una edad de 5.300 millones de años, pero otro aumenta dicha cifra a más de 10 000 millones de años.
Su cinemática, sin embargo, sugiere que es una estrella del disco fino —como el Sol— si bien su metalicidad es equivalente al 39% de la solar ([Fe/H] = -0,41).